# Donnacona
Donnacona (XVI wiek) – wódz niewielkiej miejscowości (Stadaconé) położonej na terenie dzisiejszego miasta Québecu.